# هيلين ديفيت
هيلين ديفيت (بالإنجليزية: Helen DeWitt)‏ (مواليد 1957 تاكوما بارك، مايرلاند) روائية أمريكية صاحبة رواية آخر ساموراي (2000) ورواية هنا اسمك (2007) ورواية عيدان الرعد (2012) يذكر أنها تعيش الآن في برلين، ألمانيا.

## الوصلات الخارجية
- موقع هيلين ديفيت
- مدونة هيلين